# Ủy ban Giám sát Tài chính Quốc gia Việt Nam
Ủy ban Giám sát Tài chính Quốc gia (National Financial Supervisory Commission - NFSC) là một cơ quan có chức năng tham mưu, tư vấn cho Thủ tướng Chính phủ Việt Nam trong điều phối hoạt động giám sát thị trường tài chính quốc gia (ngân hàng, chứng khoán, bảo hiểm); giúp Thủ tướng Chính phủ giám sát chung thị trường tài chính quốc gia. Ủy ban này được thành lập ngày 3 tháng 3 năm 2008 theo quyết định của Thủ tướng.

## Pháp nhân hoạt động
Ủy ban Giám sát Tài chính Quốc gia, là cơ quan do Thủ tướng Chính phủ thành lập, có tư cách pháp nhân, có trụ sở và con dấu riêng; được mở tài khoản tại Kho bạc Nhà nước và ngân hàng thương mại; được bố trí biên chế hành chính chuyên trách; kinh phí hoạt động của Ủy ban do ngân sách nhà nước bảo đảm và được bố trí trong kinh phí hoạt động thường xuyên của Văn phòng Chính phủ.

## Chức năng
Các chức năng cụ thể của Ủy ban là:
- Điều phối hoạt động giám sát chuyên ngành; giám sát chung thị trường tài chính và việc chấp hành các thông lệ, chuẩn mực quốc tế về hoạt động giám sát của các cơ quan thanh tra - giám sát chuyên ngành trong lĩnh vực ngân hàng, chứng khoán, bảo hiểm.
- Giám sát điều kiện được cấp phép hoạt động của các tổ chức tín dụng, tổ chức tín dụng phi ngân hàng hoạt động trong lĩnh vực ngân hàng, chứng khoán, bảo hiểm.
- Phân tích, dự báo, cảnh báo mức độ an toàn hệ thống tài chính - ngân hàng và nguy cơ rủi ro đối với thị trường tài chính quốc gia; thiết lập cơ sở dữ liệu, tổng hợp, xử lý và cung cấp các thông tin về thị trường tài chính quốc gia báo cáo Thủ tướng Chính phủ.
- Kiến nghị với các cơ quan thanh tra - giám sát chuyên ngành và cấp có thẩm quyền xử lý vi phạm đối với các tổ chức, cá nhân không chấp hành hoặc không thực hiện đầy đủ các điều kiện trong hoạt động ngân hàng, bảo hiểm, chứng khoán.
- Được yêu cầu Bộ Tài chính, Ngân hàng Nhà nước Việt Nam, các tổ chức hoạt động trong lĩnh vực ngân hàng, chứng khoán, bảo hiểm cung cấp định kỳ và đột xuất các thông tin liên quan về tài chính - ngân hàng; được trưng tập các cán bộ của các Bộ, ngành khi cần thiết để thực hiện chức năng, nhiệm vụ giám sát được giao.

## Tổ chức
Đứng đầu Ủy ban có Chủ tịch và 2 Phó Chủ tịch đều do Thủ tướng bổ nhiệm.
- Phó Chủ tịch phụ trách: Vũ Nhữ Thăng

Ủy ban có 5 cơ quan trực thuộc:
- Ban Nghiên cứu và Điều phối chính sách giám sát;
- Ban Giám sát tổng hợp;
- Ban Giám sát các tập đoàn tài chính;
- Trung tâm Thông tin giám sát tài chính Quốc gia;
- Văn phòng.

Website: www.nfsc.gov.vn
Địa chỉ: Số 109 Quán Thánh, Ba Đình, Hà Nội

## Cựu lãnh đạo
- Lê Đức Thúy (Từ tháng 03/2008 đến 01/05/2011) - nguyên Thổng đốc ngân hàng Nhà nước
- Vũ Viết Ngoạn (Từ  7/2011 đến 7/2017) - nguyên Phó Chủ nhiệm Ủy ban Kinh tế của Quốc hội
- Trương Văn Phước (Từ  7/2017 đến 02/2019), Quyền Chủ tịch Ủy ban Giám sát tài chính quốc gia